# Gens Anneia
La gens Anneia era una gens romana degli ultimi secoli della Repubblica. L'unico membro di questa gens di cui ci è giunta notizia fu Marco Anneio, legatus nel 51 a.C. nella Cilicia governata da Cicerone durante la campagna contro i Parti.

## Itria nominausati dalla gens
L'unico praenomen utilizzato fu Marcus.

## Membri illustri della gens
- Marco Anneio (Marcus Anneius): vissuto nel I secolo a.C., fu legato nel 51 a.C..